# Иоанн Капистранский
Иоа́нн Капистра́нский, также Иоа́нн из Капестра́но и Иоа́нн Капистра́н (Джованни да Капистрано, лат. Johannes Capistranus, итал. Giovanni da Capistrano; 24 июня 1386 — 23 октября 1456) — итальянский святой, проповедник крестового похода против еретиков и турок.

## Биография
Родился в Капестрано, в провинции Аквила, был сначала юристом, затем вступил в орден францисканцев и вскоре приобрёл известность гонением сектантов в Верхней Италии. Вместе с Бернардином Сиенским основал ветвь францисканского ордена.
Папа Николай V в 1450 году назначил его своим легатом в Германию, чтобы покончить с гуситством и склонить немцев к крестовому походу против турок. Хотя он говорил лишь по-латыни, но всюду возбуждал величайший энтузиазм. В Моравии он с успехом проповедовал против гуситов, но из Чехии Иржи Подебрад заставил его обратиться в бегство.
В Бреслау он присудил 40 евреев к сожжению. Подобного рода жестокости творил и в других местах Силезии, а также в Кракове. Так как его старания склонить германских князей к крестовому походу на турок остались без успеха, то он самостоятельно собрал войско в 60 тысяч человек, повёл его в Венгрию и во многом способствовал снятию осады Белграда турками (1456), но вскоре умер от чумы.
Папа Александр VIII канонизировал Иоанна Капистранского в 1690 году.